# Amphithéâtre de Caerleon
L'amphithéâtre de Caerleon était situé dans la province romaine de Bretagne, au sein de la forteresse romaine d'Isca Augusta (aujourd'hui Caerleon, au Pays de Galles).
L'amphithéâtre fut vraisemblablement édifié vers 90 apr. J.-C., et fut partiellement reconstruit par deux fois : dans la première partie du IIe siècle, et 100 ans plus tard, probablement sous l'empereur romain Caracalla.
L'arène était de forme ovale, avec huit entrées, et les gradins pouvaient contenir 6 000 spectateurs.
De premières fouilles eurent lieu en 1909 et on commença à dégager la structure de l'amphithéâtre lors des fouilles dirigées par Victor Nash-Williams en 1926